# Vollenhovermeer
Het Vollenhovermeer is een meer in Nederland op de grens tussen Flevoland en Overijssel.
Het Vollenhovermeer is een van de randmeren van de Noordoostpolder en vernoemd naar de aan het meer gelegen plaats Vollenhove. Het Gemaal A.F. Stroink loost op het Vollenhovermeer. Via het Vollenhoverkanaal kan het Kadoelermeer bereikt worden, terwijl een noordelijke zijtak tot Blokzijl leidt en een verbinding vormt met het Giethoornse Meer. Het Vollenhovermeer wordt indirect gevoed via het Steenwijkerdiep en staat via een aantal kanalen en weteringen in verbinding met de De Wieden.
De vaargeul door het Vollenhovermeer is het Vollenhoverkanaal, dat is bruikbaar voor binnenvaartschepen van CEMT-klasse 0 en pleziervaart. De diepte, in de vaargeul, wordt opgegeven als meerpeil −1,65 meter.